# Edward Ochab
Edward Mieczysław Ochab (Cracovia, 16 agosto 1906 – Varsavia, 1º maggio 1989) è stato un politico comunista polacco che funse da Primo Segretario del Partito Comunista dal marzo all'ottobre 1956 e ricoprì la carica di Capo di Stato negli anni 1964—1968 (era di fatto presidente del Consiglio di Stato, che sostituì nel 1952 la carica di Presidente).

## Biografia
Ochab si ritirò dalla politica nel 1968 dopo la campagna anti-semita condotta dal Partito Polacco dei Lavoratori Uniti nella Repubblica popolare.
La moglie di Edward Ochab, Rozalia, discendeva da una famiglia di Oshpitzin, che risiedeva in Israele, con cui la coppia mantenne contatti.